# Développement par la clientèle
 (novembre 2022).
Le développement par la clientèle (en anglais : Customer Development) est une approche méthodologique formelle pour la création de start-ups et de nouvelles entreprises. C'est l'une des trois parties qui composent une lean startup (conception du modèle économique, développement par la clientèle, ingénierie agile).
Le processus part du principe que les jeunes entreprises émettent des hypothèses non testées sur leur modèle économique (qui sont les clients, quelles sont les fonctionnalités souhaitées, quel canal utiliser, la stratégie de revenus/la tactique de tarification, la façon d'obtenir/de conserver/de développer les clients, les activités stratégiques nécessaires pour fournir le produit, les ressources internes nécessaires, les partenaires nécessaires et les coûts). Le développement par la clientèle repose sur l'idée fondamentale que les données ne sont pas disponibles à l'intérieur de l'entreprise, et qu'il faut donc sortir pour les tester. Le test d'hypothèses imite la méthode scientifique - poser une hypothèse sur un modèle économique, élaborer une expérience, sortir du bâtiment de l'entreprise et la tester. Exploitez les données et tirez-en des enseignements pour (1) valider l'hypothèse, (2) invalider l'hypothèse ou (3) modifier l'hypothèse ,.
De nombreuses start-ups en plein essor consacrent tous leurs efforts à la conception et au perfectionnement de leur produit et passent très peu de temps à "sortir du bâtiment de l'entreprise",. Le modèle de développement par la clientèle encourage à passer plus de temps sur le terrain pour identifier les consommateurs potentiels et apprendre à mieux répondre à leurs besoins,,. Le concept de développement par la clientèle met l'accent sur la recherche empirique.
Le développement par la clientèle est à l'opposé de la stratégie centrée sur le développement de produits "si nous le fabriquons, ils viendront", qui comporte de nombreux risques et peut finalement entraîner la disparition d'une entreprise,,.
La méthode de développement par la clientèle a été créée par Steve Blank. Selon Steve Blank, les startups ne sont pas de simples copies miniatures d'entreprises plus grandes et plus développées,. Une startup fonctionne d'une manière très différente de celle d'une grande entreprise et utilise des méthodes différentes. Alors que les grandes entreprises exécutent des stratégies commerciales connues et éprouvées, les startups doivent rechercher de nouveaux modèles économiques. Le développement par la clientèle oriente la recherche d'un modèle économique reproductible et évolutif.

## Histoire
Le développement par la clientèle a été développé par Steve Blank dans les années 1990. Alors qu'il racontait ses expériences d'entrepreneur dans la Silicon Valley dans ses mémoires, Blank a commencé à remarquer des similitudes dans les startups dans lesquelles il était impliqué. Reconnaissant que les startups ne sont pas simplement des copies miniatures des grandes entreprises, il a observé que les entrepreneurs ont besoin d'une approche systématique pour guider leur recherche de "modèles économiques reproductibles et évolutifs".
Cette découverte a donné lieu à son premier livre, The Four Steps to the Epiphany : Successful Strategies for Products that Win, qui a servi de manuel de cours pour sa première formation et a marqué la naissance du développement par la clientèle, qui a lui-même donné naissance au mouvement Lean Startup,.
Le deuxième livre de Steve Blank, The Startup Owner's Manual, est un guide pour créer une startup en utilisant les principes de développement par la clientèle.

## Processus en quatre étapes
La méthode de développement par la clientèle se compose de quatre étapes qui sont conçues pour permettre d'éviter les pièges courants et de répéter les stratégies commerciales réussies :
- L'étape de découverte des clients commence par recueillir la vision des fondateurs et la transforme en une série d'hypothèses de modèles économiques. Ensuite, elle élabore un plan pour tester les réactions des clients à ces hypothèses et les transformer en données concrètes.
- La validation par le client permet de vérifier si le modèle économique ainsi obtenu est reproductible et évolutif. Si ce n'est pas le cas, les fondateurs doivent recommencer à découvrir des clients.
- La création de clientèle est le début de la mise en œuvre. Elle fait émerger la demande de l'utilisateur final et la dirige vers le canal de vente pour faire évoluer l'entreprise.
- La création d'entreprise fait passer l'organisation du statut de startup à celui d'entreprise centrée sur la mise en œuvre d'un modèle validé[7],[8],[12].

## Manifeste du développement par la clientèle
Le Manifeste du développement par la clientèle est tiré de l'ouvrage The Startup Owner's Manual, écrit par Steve Blank et Bob Dorf :
1. Il n'y a pas de données dans le bâtiment de votre entreprise, alors sortez.
2. Associez le développement par la clientèle au développement agile.
3. L'échec fait partie intégrante de la recherche.
4. Faites continuellement des itérations et des pivots.
5. Aucun plan d'affaires ne survit au premier contact avec les clients, utilisez donc un Business Model Canvas.
6. Concevez des expériences et effectuez des tests pour valider votre hypothèse.
7. Mettez-vous d'accord sur le type de marché. Cela change tout.
8. Les indicateurs des startups diffèrent de ceux des entreprises existantes.
9. Prenez des décisions, avec un temps de cycle, une vitesse et un tempo rapides.
10. Tout est question de passion.
11. Les intitulés de poste dans les startups sont très différents de ceux d'une grande entreprise.
12. Conservez toutes vos liquidités jusqu'à ce que vous en ayez besoin. Puis dépensez.
13. Communiquez et partagez votre apprentissage.
14. Le succès du développement par la clientèle commence par le soutien de l'entreprise.

## Apprentissages
Steve Blank a commencé à enseigner le développement par la clientèle dans ses cours d'entrepreneuriat à l'Université_Stanford et à l'UC Berkeley. Son cours, le Lean Launchpad, a d'abord été enseigné puis adopté par plus de 75 universités dans le monde. En 2011, le cursus de Steve Blank est devenu le nouveau standard pour le marketing scientifique aux États-Unis lorsque la National Science Foundation l'a adopté pour son Innovation Corps,.

## Modèle économique
Du point de vue du développement par la clientèle, un modèle économique est une représentation de la manière dont les organisations créent, livrent et capturent la valeur. Il est conçu pour changer rapidement, refléter la réalité du client et itérer au fur et à mesure que de nouvelles informations sont découvertes,,.
Le modèle économique repose sur le mantra suivant : "Aucun plan d'affaires ne survit au premier contact avec les clients",. Le plan d'affaires est un document opérationnel que les entreprises existantes rédigent pour mettre en œuvre des modèles économiques connus,. Cependant, pour une startup, il y a trop d'inconnues pour élaborer un plan efficace,. Le plan d'affaires figé change forcément dès que l'entreprise entre en contact avec son marché cible,.
Les startups sont engagées dans la recherche du bon modèle économique. Le modèle économique est testé dans le monde réel (par exemple, par le biais d'un Produit minimum viable) afin de recueillir les réactions des clients et d'apporter les changements nécessaires. Lorsqu'un modèle économique réussi et reproductible est découvert, l'entreprise entre dans la phase de mise en œuvre du produit et du plan d'affaires.

## Canevas de Modèle Économique
Alexander Osterwalder et Yves Pigneur ont conçu le Canevas de Modèle Économique (en anglais : Business Model Canvas),. Le canevas est un outil destiné à aider les entrepreneurs à structurer et à planifier leurs modèles économiques. Il est conçu pour évoluer rapidement, mettre en évidence les alternatives, favoriser une orientation client et encourager les tests,. Il peut également être utilisé pour établir des hypothèses de développement par la clientèle et pour faire le suivi visuel des itérations,.
Le canevas de modèle économique est composé de neuf blocs :
- Partenaires clés ;
- Activités clés ;
- Ressources clés ;
- Propositions de valeur ;
- Relations avec les clients ;
- Canaux ;
- Segments de clientèle ;
- Structure des coûts ;
- Flux de revenus[16].

Alex Osterwalder et Steve Blank ont intégré les hypothèses de conception du modèle économique et de développement par la clientèle dans le canevas du modèle économique. Chacun des neuf blocs correspond à une ou plusieurs hypothèses de développement par la clientèle,. Lorsqu'une hypothèse s'avère incorrecte, les entrepreneurs peuvent appliquer des stratégies de développement par la clientèle pour transformer l'erreur en Pivot,,. Sous forme de Pivot, une hypothèse ratée devient une stratégie d'apprentissage, et le modèle économique peut être remanié,,.

## Produit minimum viable
Le produit minimum viable (MVP) est « cette version d'un nouveau produit qui permet à une équipe de recueillir le maximum d'informations validées sur le client avec le minimum d'efforts »,. La startup lance le produit de base le plus minimal pour commencer les tests tôt et minimiser la durée totale du processus de développement,.
Le MVP permet aux entrepreneurs de recueillir les réactions des adopteurs précoces afin de prévenir les pièges et d'éviter de construire des produits non désirés,. Le MVP permet également aux clients de signaler les fonctionnalités manquantes et les changements nécessaires,.
Pour utiliser avec succès la stratégie MVP, les entrepreneurs doivent être engagés dans une démarche itérative,. Les réactions des clients amèneront le produit ou le service à être modifié à plusieurs reprises avant d'être finalisé,.

## Hypothèses
Les hypothèses sont des conjectures cruciales sur la façon dont une entreprise fonctionnera, et portent notamment sur le marché cible, la tarification et les concurrents,. Prises ensemble, les hypothèses constituent le modèle économique d'une startup,.
Tester les hypothèses signifie que le fondateur doit « sortir du bâtiment de l'entreprise » et répondre à trois questions concernant l'entreprise :
1. Comprenons-nous vraiment le problème ou le besoin du client ?
2. Est-ce que suffisamment de personnes en dehors de l'entreprise s'intéressent à ce problème pour créer un marché gigantesque ?
3. Les gens s'intéressent-ils suffisamment au problème pour en parler à leurs amis, ce qui contribuera à développer rapidement l'entreprise ?[5],[22]

Les hypothèses peuvent être testées de plusieurs façons. La création d'un MVP est un moyen de tester rapidement les maquettes et les idées dans le monde réel, en particulier avec les startups du Web et du mobile,.
Les hypothèses changent à la suite des tests et des réactions des clients,,. Les hypothèses modifiées sont injectées dans de nouvelles itérations du modèle économique de la startup,,.

## Pivot
Le pivot est "une correction de trajectoire structurelle pour tester une nouvelle hypothèse fondamentale sur un produit, une stratégie [ou] un générateur de croissance". C'est le processus qui consiste à changer une ou plusieurs parties du modèle économique pour refléter la réalité,.
Le processus de développement par la clientèle part du principe que la plupart des hypothèses initiales du modèle économique seront erronées,. Le pivotement implique de reconnaître que le modèle économique initial ne fonctionne pas, puis de décider des changements à apporter et d'agir en conséquence. Ce processus est plus facile à visualiser lorsque le modèle économique est schématisé,.
Alors que l'itération implique de petits changements comme la modification du prix d'un produit, le pivotement implique des changements importants comme l'identification d'un meilleur marché cible. Le processus comporte quatre étapes :
1. Observer : constater que le modèle économique ne fonctionne pas.
2. Orienter : se tourner vers de nouvelles données.
3. Décider : Décider de ce qu'il faut changer dans le modèle économique.
4. Agir : Agir de manière décisive pour effectuer le changement[20].

Il existe plusieurs exemples d'entreprises qui ont réussi à pivoter très tôt, notamment :
- Groupon, qui est passé d'une campagne de promotion sociale ratée à un site de transactions quotidiennes valant un milliard de dollars ;
- Fab.com, qui est passé d'un réseau social à un site de transactions quotidiennes ;
- Instagram est passé d'une plateforme mobile de microblogging à une application photo[24],[25],[26].